# Oberkircher Winzer

Außenansicht mit Vinothek der Oberkircher Winzer eG

Die Oberkircher Winzer eG, mit Sitz in Oberkirch in Baden-Württemberg, ist mit 672 Hektar Ertragsrebfläche eine der größten Winzergenossenschaften im Weinbaugebiet Baden. Ihr angeschlossen sind knapp 600 Winzer als Mitglieder aus den Gemeinden Lautenbach, Ringelbach, Tiergarten, Haslach, Ulm (Renchen), Stadelhofen, Bottenau, Butschbach-Hesselbach, Ödsbach, Nesselried und Nußbach rund um Oberkirch und aus Kappelrodeck.

## Geschichte

Außenansicht Winzerkeller Hex vom Dasenstein in Kappelrodeck

Gegründet wurde die Oberkircher Winzergenossenschaft am 14. Oktober 1951, damals als „Renchtäler Winzergenossenschaft“, von 21 Winzern, die zu Beginn rund 28 ha Weinbergsfläche bewirtschafteten. Heute ist die Oberkircher Winzer eG ein bedeutender Arbeitgeber im Renchtal. Im Jahr 2009 investierte die Oberkircher Winzer eG im Bereich der Abfüllung 3,5 Mio. EUR um schneller, flexibler und technisch auf dem neuesten Stand die Weine abfüllen zu können. Im Jahr 2015 wurden 250.000 EUR in Maischegärbehälter, sowie im Jahr 2017 3,6 Mio. Euro in neue Kellerräume, ein halbautomatisches Palettenlager, Barriquekeller und einen Showroom (Vinotorium) investiert.
Seit 2013 kooperiert die Oberkircher Winzergenossenschaft mit dem Winzerkeller Hex vom Dasenstein in Kappelrodeck in den Bereichen Abfüllung, Logistik und Vertrieb. Seit Juli 2018 finden Fusionsgespräche der beiden Genossenschaften statt. Zu den 485 ha Rebfläche der Genossenschaft kämen dann noch rund 185 ha auf der Gemarkung Kappelrodeck hinzu.
Am 27. November 2018 fand in Kappelrodeck, sowie am 28. November 2018 in der Klingelberghalle in Oberkirch-Haslach die Generalversammlungen zur Fusion der Oberkircher Winzer eG mit dem Winzerkeller Hex vom Dasenstein eG statt. In geheimer Abstimmung stimmten die Mitglieder in Kappelrodeck mit 85 % sowie in Oberkirch mit 88 % der anwesenden Mitglieder einer Verschmelzung beider Betriebe zu. Somit steht einer Zusammenlegung der beiden Betriebe zu einem neuen Betrieb von dann 672 ha Rebfläche nichts mehr im Wege.
Nach der Fusion zum 1. Juli 2018 sind die Oberkircher Winzer 672 Hektar groß. Im vergangenen Geschäftsjahr (2017/2018) erzielten die Oberkircher Winzer einen Rekordumsatz von 13,2 Mill. Euro mit 3,7 Mill. Liter Wein und Sekt, die Hex vom Dasenstein steigerte ihr Geschäft auf 6,3 Mill. Euro mit 1,7 Mill. Liter Wein. Zusammen sind sie die drittgrößte Genossenschaft Badens und eine der zehn größten Deutschlands.

## Rebsorten
Ursprünglich war der Riesling (im Renchtal auch Klingelberger genannt) die am meisten angebaute Rebsorte. Im Laufe der Jahre hat sich dies hin zum Blauen Spätburgunder verschoben. Zurzeit werden folgende Rebsorten von den Winzern der Genossenschaft in Oberkirch und Kappelrodeck bewirtschaftet:
Ertragsrebfläche Oberkircher Winzer eG, Oberkirch
- Blauer Spätburgunder 215 ha
- Riesling (Klingelberger) 93 ha
- Müller-Thurgau 66 ha
- Grauer Burgunder (Ruländer) 60 ha
- Weißer Burgunder 17 ha
- Merlot 7 ha
- Gewürztraminer 4 ha
- Sonstige 17 ha (Chardonnay, Sauvignon Blanc, Syrah, Scheurebe, Cabernet Sauvignon, Souvignier gris, Auxerrois, Syrah, Lagrain)

Ertragsrebfläche Winzerkeller Hex vom Dasenstein, Kappelrodeck
- Blauer Spätburgunder 112 ha
- Müller-Thurgau 22 ha
- Grauer Burgunder (Ruländer) 16 ha
- Riesling 12 ha
- Weißer Burgunder 6 ha
- Merlot 3 ha
- Gewürztraminer 2 ha
- Sonstige 11 ha (Sauvignon Blanc, Chardonnay, Scheurebe, Muskateller, Cabernet Sauvignon, Tempranillo)

## Auszeichnungen und Prämierungen
- DLG Bundesehrenpreis 2022 (zum fünften Mal in Folge)[11]
- Gebietswein- und Sektprämierung Badischer Weinbauverband 2022 - Landeseherenpreis mit 108 Goldmedaillen und 8 Top-Ten-Weinen[12]
- Beste deutsche Winzergenossenschaft 2022 - Leistungstest Winzergenossenschaften Meininger Verlag[13]
- DLG Bundesehrenpreis 2021[14]
- DLG Bundesehrenpreis 2020 - [15]
- DLG Bundesehrenpreis 2019[16]
- Bester Chardonnay der Welt - November 2018[17]
- Gebietswein- und Sektprämierung Badischer Weinbauverband 2020 - Landeseherenpreis[18]
- VinoTorRium (Weinprobierraum) der Oberkircher Winzer von der Architektenkammer Baden-Württemberg ausgezeichnet[19]
- AWC Vienna Award 2016 - Best White Wine of the Year[20]
- Bundesehrenpreis 2011 und 2014[21][22]
- Weinpreis „Mundusvini“ als Erzeuger des Jahres Deutschland 2011[23]
- Der Feinschmecker: Beste Weingüter Deutschlands 2011[24]
- Empfohlener Betrieb im Anbaugebiet Baden im GaultMillau WeinGuide 2011[25]
- Auswahlliste des Artvinum-Weinaward 2009 des Staatsministeriums Baden-Württemberg für die 2009 Klingelberger Riesling Spätlese trocken[26]
- Top 100 Weinbaubetrieb in Deutschland (Platz 24) des DLG Weinguide 2011[27]
- Von der Fachzeitschrift Selection wurde die Oberkircher Winzer eG 2018 zur „besten Winzergenossenschaft in Baden“ gekürt.[28]
- Auszeichnung bei der DLG Bundesweinprämierung für den 2016er Pinot Noir Qualitätswein trocken als „bester Rotwein trocken in Deutschland“[29]
- DLG Bundesehrenpreis in Bronze 2018 - vier Weine mit DLG-Gold-Extra-Medaille[30]
- Badischer Architekturpreis für das VinoToRium[31]